# Portulaca werdermannii
Portulaca werdermannii är en portlakväxtart som beskrevs av V. Poelln. Portulaca werdermannii ingår i släktet portlaker, och familjen portlakväxter. Inga underarter finns listade i Catalogue of Life.

## Bildgalleri

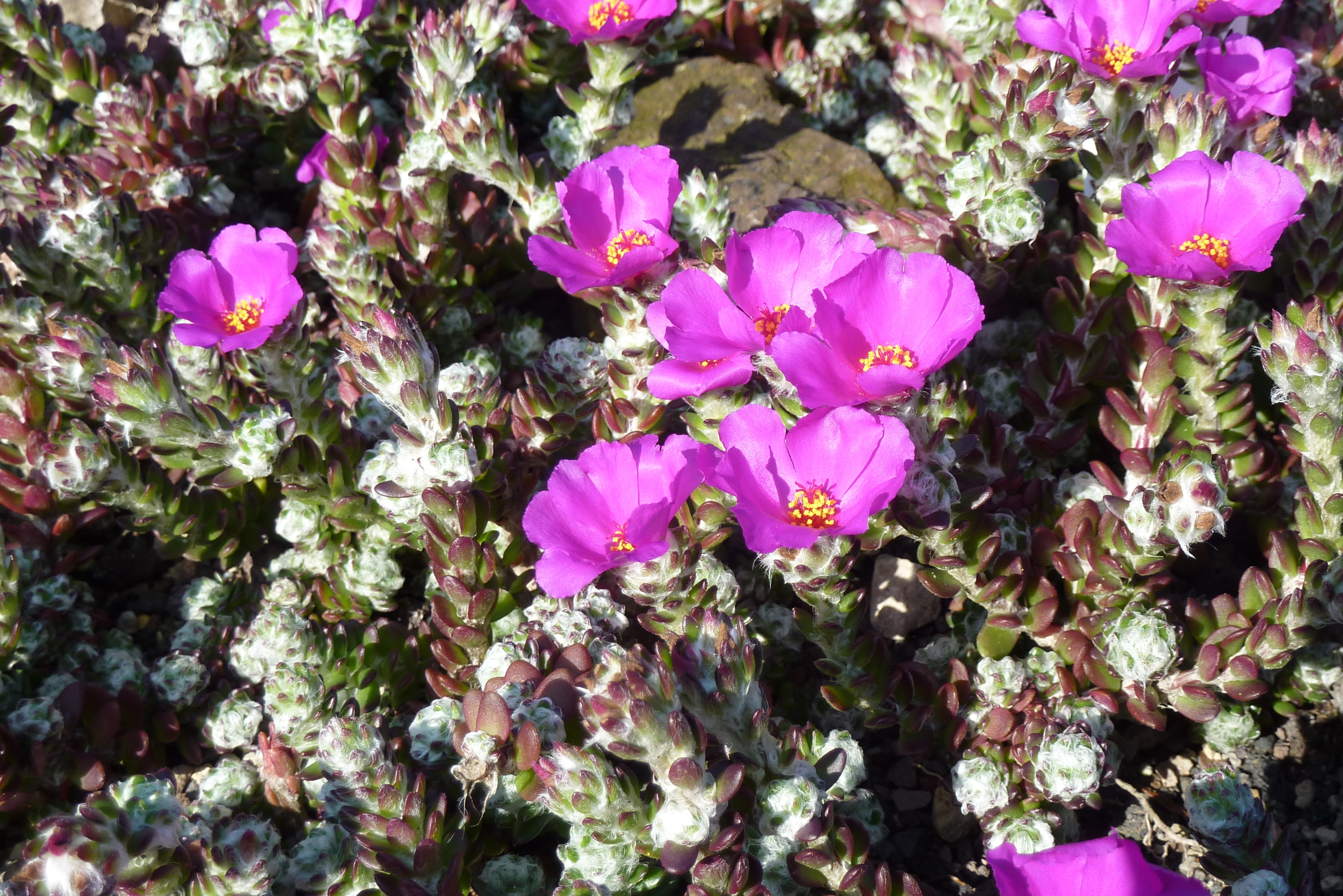